# 林志勳
林志勳（1980年9月28日—）是一名韓國企業家、工程師，目前擔任Kakao未來策略顧問。
畢業於韓國科學技術院產業工程學系，後來先後任職於大型顧問公司和Naver，後來跟隨金範秀出走，在2015年以35歲之齡成為韓國史上最年輕的CEO。